# Barendrecht
Barendrecht es un municipio neerlandés situado en la provincia de Holanda Meridional.
En 2016 tiene 47 824 habitantes.
Comprende los distritos o barrios de East-Barendrecht, West-Barendrecht, Carnisselande y Smitshoek.
Se ubica en la periferia meridional de Róterdam y es la puerta de entrada al área metropolitana desde la carretera A29.